# Chantes
Chantes település Franciaországban, Haute-Saône megyében. Lakosainak száma 107 fő (2022. január 1.). Chantes Rupt-sur-Saône, Fédry, Ovanches, Soing-Cubry-Charentenay és Traves községekkel határos.

## Népesség
A település népességének változása:
| Lakosok száma | 125  | 121  | 126  | 119  | 114  | 110  | 106  | 107  | 107  |
|               | 2013 | 2015 | 2016 | 2017 | 2018 | 2019 | 2020 | 2021 | 2022 |